# Torbjørn Falkanger
Torbjørn Falkanger, né le 20 octobre 1927 à Trondheim et mort le 16 juillet 2013 dans la même ville, est un sauteur à ski norvégien.

## Biographie
Originaire de Trondheim, il est membre du club local Byåsen IL. En 1949, il remporte le concours de saut au Festival de ski de Holmenkollen, et devient champion de Norvège. En 1950, il gagne de nouveau à Holmenkollen.
Aux Championnats du monde 1950, il est cinquième. Lors des Jeux olympiques d'hiver de 1952 à Oslo en Norvège, où il est le porte-drapeau de la délégation norvégienne, il remporte la médaille d'argent pour son seul podium en grand championnat, dominé seulement par son compatriote Arnfinn Bergmann après avoir effectué la meilleure première manche. Il reçoit la Médaille Holmenkollen cette même année.
Aux Championnats du monde 1954, il termine au sixième rang. Il s'agit de son dernier championnat majeur, car il prend sa retraite sportive en amont des Jeux olympiques d'hiver de 1956 à la suite d'une chûte à Holmenkollen.
Au niveau national, il compte trois titres de champion de Norvège : 1949, 1950 et 1954.
Il travaille dans l'usine de chaussures Falkanger Sko AS appartenant à sa famille, devenant plus tard le directeur.

## Palmarès

### Jeux olympiques
| Épreuve / Édition | Oslo 1952 |
| Individuel        | Argent    |

### Championnats du monde
| Épreuve / Édition | Lake Placid 1950 | Falun 1954 |
| Individuel        | 5e               | 6e         |